# Diploglossa
Diploglossa és un infraorden de sauròpsids (rèptils) escatosos de l'ordre dels lacertilis. Es compon de 150 espècies classificades en 16 gèneres i 5 famílies. Es distribueixen per totes les zones càlides i temperades del món.

## Taxonomia
Es reconeixen les següents famílies:
- Anguidae Gray, 1825
- Anniellidae Boulenger, 1885
- Diploglossidae Bocourt, 1873
- Shinisauridae Ahl, 1930
- Xenosauridae Cope, 1866